# 임관층

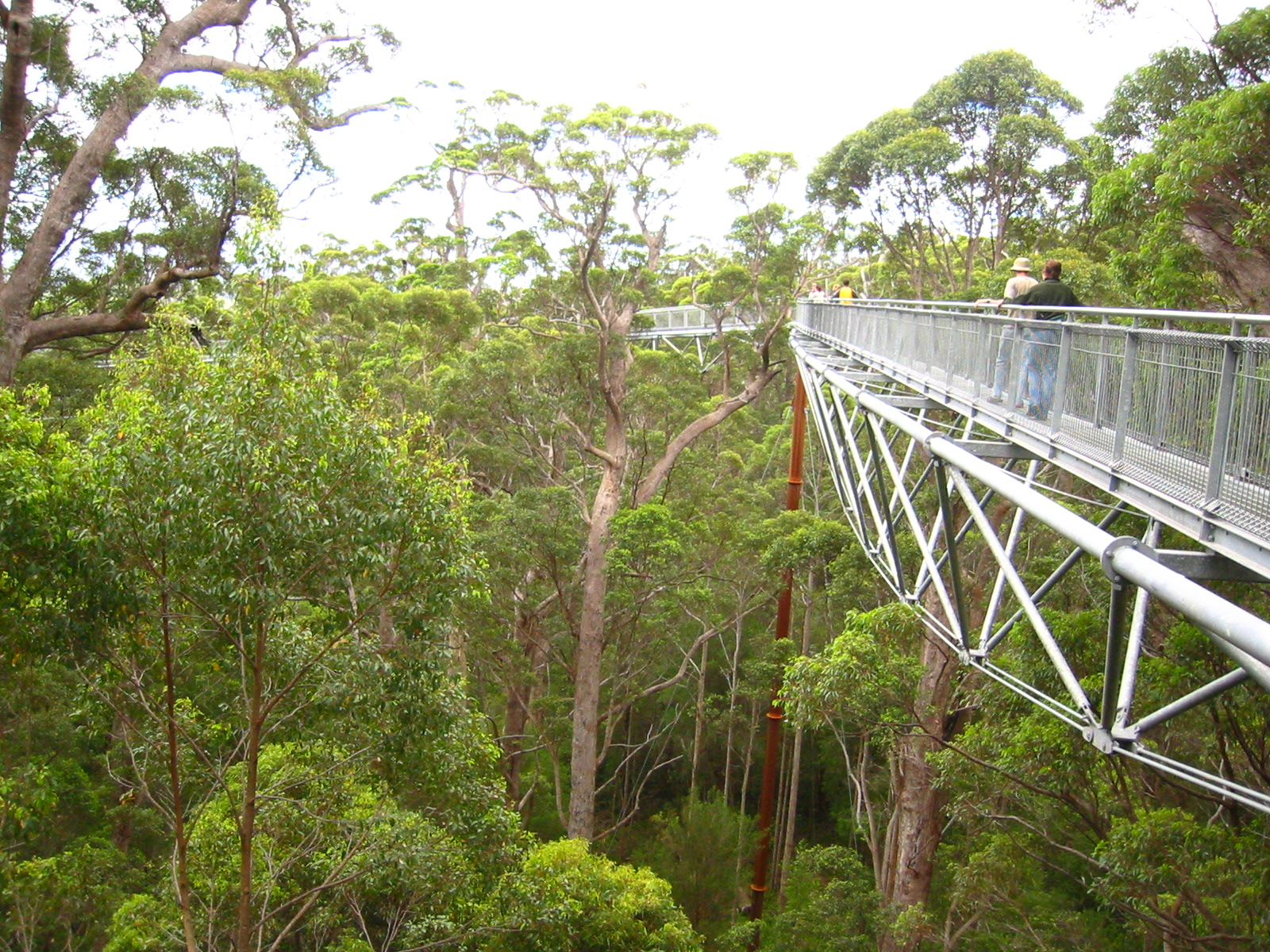
호주 월폴-노날럽 국립공원의 임관.

임관층(林冠層, canopy layer)은 어떤 식물군락(삼림, 농경지 등)에서 수관들이 모여 형성하는 윗부분이다. 말하자면 그 군락의 "지붕"에 해당하는 부분이다. 순우리말로는 우듬지라고 일컫는다.
삼림의 임관층은 삼림의 다른 층에서는 발견되지 않는 특이한 동물상과 식물상이 발견되는 생물다양성의 보고다. 특히 열대우림에서는 많은 동물들이 평생 한 번도 땅에 발을 딛지 않고 임관 속에서만 생활한다.
우림의 임관은 그 두께가 10 미터 정도이고, 태양광의 95%를 독점하여 아래층을 어둡게 만든다. 열대우림에서 임관층은 가장 꼭대기인 돌출층의 아래, 하목층의 위다. 한편 온대림의 7단계 층상구조에서는 하목층의 위로 가장 위다.

## 같이 보기
- 수관기피
- 숲의 층상구조
- 산불